# Beaufortia cyclica
Beaufortia cyclica är en fiskart som beskrevs av Chen, 1980. Beaufortia cyclica ingår i släktet Beaufortia och familjen grönlingsfiskar. IUCN kategoriserar arten globalt som livskraftig. Inga underarter finns listade.